# Cohors I Flavia Hispanorum (Germania)
Die Cohors I Flavia Hispanorum [equitata] [pia fidelis] [Philippiana] (deutsch 1. Kohorte die Flavische der Hispanier [teilberitten] [loyal und treu] [die Philippianische]) war eine römische Auxiliareinheit. Sie ist durch Militärdiplome und Inschriften belegt. In mehreren Inschriften wird sie als Cohors I Flavia bezeichnet, in einer weiteren Inschrift als Cohors I Hispanorum.

## Namensbestandteile
- Cohors: Die Kohorte war eine Infanterieeinheit der Auxiliartruppen in der römischen Armee.

- I: Die römische Zahl steht für die Ordnungszahl die erste (lateinisch prima). Daher wird der Name dieser Militäreinheit als Cohors prima .. ausgesprochen.

- Flavia: die Flavische. Die Ehrenbezeichnung bezieht sich auf die flavischen Kaiser Vespasian, Titus und Domitian.

- Hispanorum: der Hispanier. Die Soldaten der Kohorte wurden bei Aufstellung der Einheit auf dem Gebiet der römischen Provinz Hispania Tarraconensis rekrutiert.

- equitata: teilberitten. Die Einheit war ein gemischter Verband aus Infanterie und Kavallerie. Der Zusatz kommt in dem Militärdiplom von 158[A 1] und in drei Inschriften[3] vor.

- pia fidelis: loyal und treu. Domitian (81–96) verlieh den ihm treu gebliebenen römischen Streitkräften in Germania inferior nach der Niederschlagung des Aufstands von Lucius Antonius Saturninus die Ehrenbezeichnung pia fidelis Domitiana.[4][5] Der Zusatz kommt in dem Militärdiplom von 158 und in zwei Inschriften[6] vor.

- Gordiana: die Gordianische. Eine Ehrenbezeichnung, die sich auf Gordian III. (238–244) bezieht. Der Zusatz kommt möglicherweise in einer Inschrift[7][A 2] vor.

- Philippiana: die Philippianische. Eine Ehrenbezeichnung, die sich auf Philippus Arabs (244–249) bezieht. Der Zusatz kommt in einer Inschrift[8] vor.

Da es keine Hinweise auf den Namenszusatz milliaria (1000 Mann) gibt, war die Einheit eine Cohors quingenaria equitata. Die Sollstärke der Kohorte lag bei 600 Mann (480 Mann Infanterie und 120 Reiter), bestehend aus 6 Centurien Infanterie mit jeweils 80 Mann sowie 4 Turmae Kavallerie mit jeweils 30 Reitern.

## Geschichte
Die Kohorte war in den Provinzen Germania und Germania inferior stationiert. Sie ist auf Militärdiplomen für die Jahre 78 bis 158 n. Chr. aufgeführt.
Die Anfänge der Einheit sind umstritten. Der erste Nachweis der Einheit in Germania beruht auf einem Diplom, das auf 78 datiert ist. In dem Diplom wird die Kohorte als Teil der Truppen (siehe Römische Streitkräfte in Germania) aufgeführt, die in der Provinz stationiert waren. Weitere Diplome, die auf 80 bis 158 datiert sind, belegen die Einheit in derselben Provinz (bzw. ab 98 in Germania inferior).
Der letzte Nachweis der Kohorte beruht auf einer Inschrift, die auf 250 datiert ist.

## Standorte
Standorte der Einheit in Germania waren möglicherweise:
| - Colonia Claudia Ara Agrippinensium (Köln): zwei Inschriften wurden hier gefunden. - Colonia Ulpia Traiana (Xanten): ein Ziegel mit dem Stempel der Einheit wurde hier gefunden. | - Fectio (Vechten): drei Ziegel mit den Stempeln der Einheit wurden hier gefunden. - Rigomagus (Remagen): mehrere Inschriften wurden hier gefunden. |

## Angehörige der Kohorte
Folgende Angehörige der Kohorte sind bekannt.

### Kommandeure
| - [?], ein Präfekt (CIL 3, 14619) - [?], ein Präfekt (CIL 13, 7796) - Flavius Sollem[nis] (CIL 13, 7793) - I[u]lius Firmus, ein Präfekt (CIL 13, 7797) - Iul(ius) Mercurialis, ein Präfekt (AE 1978, 568) - Lucius Domitius Rogatus, ein Präfekt | - Lucius Paconius Proculus, ein Präfekt - M(arcus) Aurelius Lyaeus, ein Präfekt (CIL 6, 3506) - Petronius Athenodorus, ein Präfekt (CIL 13, 7800) - [Pom]peius Laetu[s], ein Präfekt (AE 1954, 50) - P(ublius) Orbius Lucullus, ein Präfekt (CIL 13, 7798) - Val(erius) Ce(n)s[o]r[inus], ein Präfekt (CIL 13, 7792) |

### Sonstige
| - C(aius) Iul(ius) Piso, ein Tubicen (CIL 13, 7798) - M(arcus) Cassius Verecundus, ein Veteran (CIL 13, 11982) | - Secundinus Ama[bi]lis, ein Soldat (AE 1974, 456) |